# オルラン10
オルラン 10
インターエアロコム2010で展示されるオルラン 10
- 用途：偵察機
- 分類：無人航空機
- 製造者：特殊技術センター
- 運用者： ロシア
- 生産数：1,000[1]
- 運用開始：2010年[2]

オルラン10（ロシア語: Орлан-10）は、ロシア連邦の特殊技術センターが開発した無人航空機（UAV）。最高時速120キロ、18時間の航続が可能。日本の新聞社などは、一般的なドローンと誤解されないよう「無人偵察機」と呼んでいる。搭載されるエンジンとカメラには日本製が使用されている。

## 概要
ロシア軍は、攻撃用ドローンの開発には苦戦しており、もっぱら偵察用ドローンを中心に開発を行っている。主翼、水平尾翼、垂直尾翼を持ち、プロペラは機首に1つの従来のプロペラ機型で、ラジコンのプロペラ機に酷似する。翼の長さは左右を合わせて約3m、重さは14kg前後。高度5000メートルまでの上昇が可能で、航続距離は120キロ-150キロとされる。
開発目的は、『着弾観測』のためであった。砲兵隊が大砲を発射すると、初弾から命中することは少なく、通常、担当者が着弾地点を観測し、目標に命中させるために修正すべき数値を無線で報告するのだが、戦闘中には生命の危険が伴う。このため、ロシア軍はリスクの高い着弾観測をドローンにさせようとした。
搭載するセンサーにより対砲兵レーダーを感知したり、電波妨害や敵兵のスマートフォンをジャックするといった電子戦を行う能力があるとされる。
2014年のクリミア危機ではウクライナ軍が当機を鹵獲し、日本の斎藤製作所のエンジンが使用されていることが判明し、世界のラジコンマニアの間で話題となったが、これは民生用ドローンの動力は電気式のモーターであり、数十分程度の飛行しかできないのに対し、同社の4サイクルエンジンでは長時間の飛行が可能であるからと考えられている。なお、斎藤製作所の創業者は、零式艦上戦闘機や一式戦闘機、紫電改の開発で知られる中島飛行機のエンジン開発者であった。
2020年ナゴルノ・カラバフ紛争の際には、ロシアからアルメニア軍に供与された。シリアやリビアなどでも実戦投入されている。

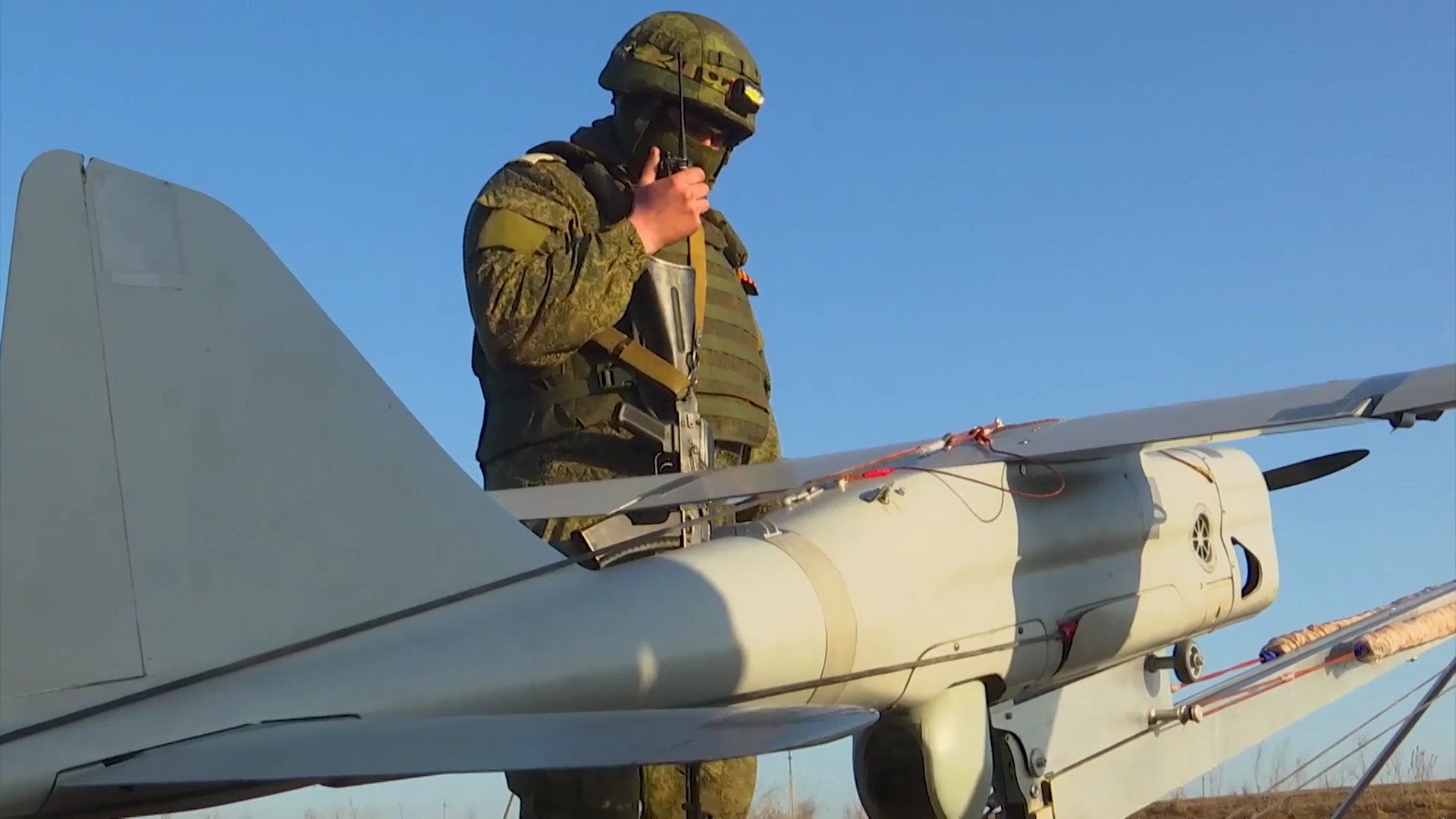
ウクライナで2022年に使用されたオルラン10

ウクライナ国防省が2022年4月20日に同機を撃墜したことをTwitterで明らかにしたが、この際、同機の性能を分析する動画を掲載した。動画内では、分解した際に日本製カメラが発見された。分解を担当したウクライナ国防省職員が驚いたのは、燃料タンクの蓋で、通常のミネラルウォーターのものと思われるペットボトルの蓋に過ぎず、さらにペットボトル本体がその下に組み込まれていた。職員は、西側諸国の専門家に機体の写真を送り、性能分析のアドバイスを求めたところ、「ひどい。現代の技術とは思えない。私を馬鹿にしているのか。自分でなんとかしろ」と言ったという。
2022年ロシアのウクライナ侵攻では、ウクライナ軍の激しい抵抗に遭い、数多くのオルラン10が撃墜されるなど、激しく損耗した。小型爆弾を搭載したオルラン10が確認され、またロシア軍が実戦使用をした。

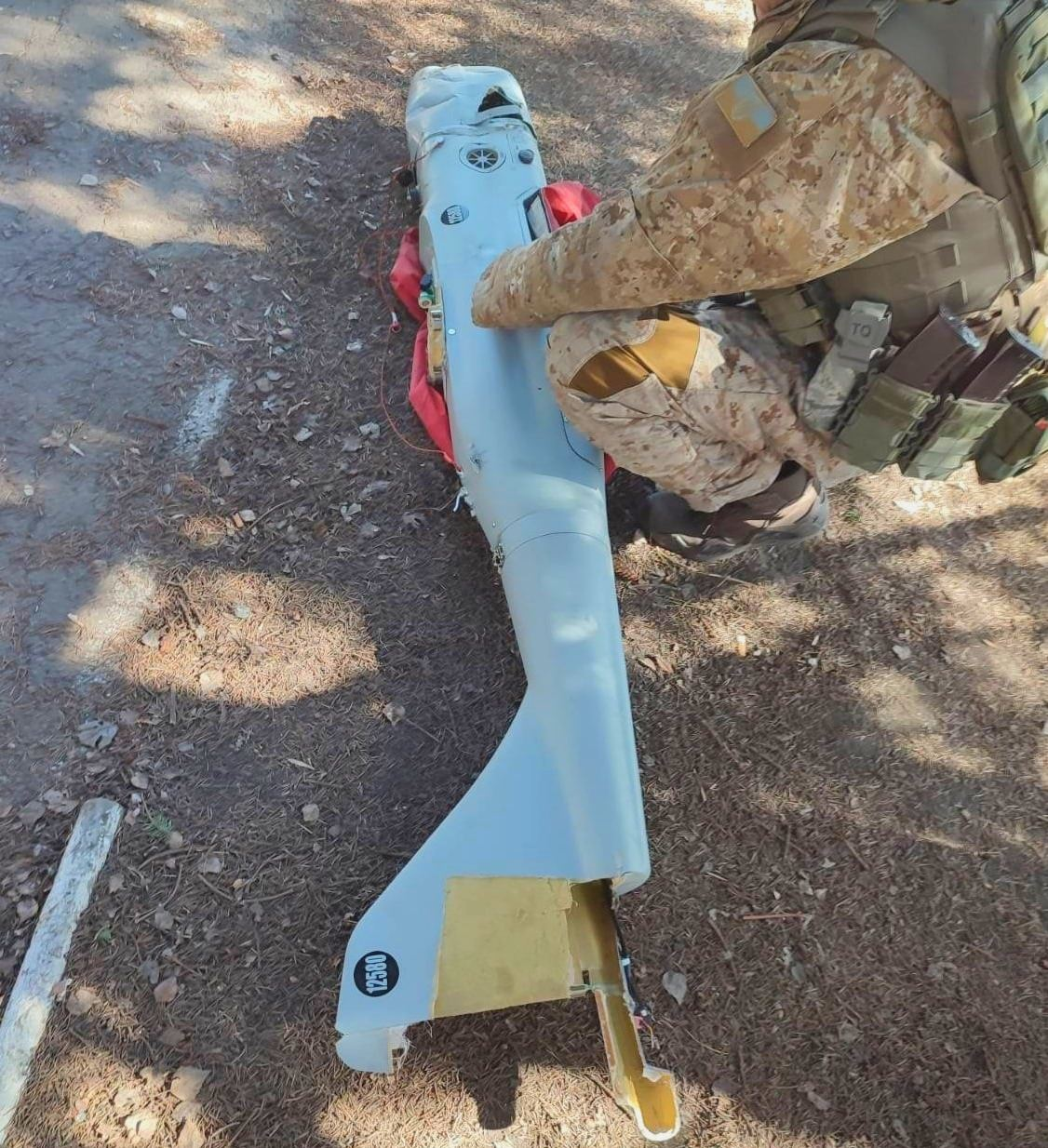
ウクライナ上空で撃墜されたオルラン10

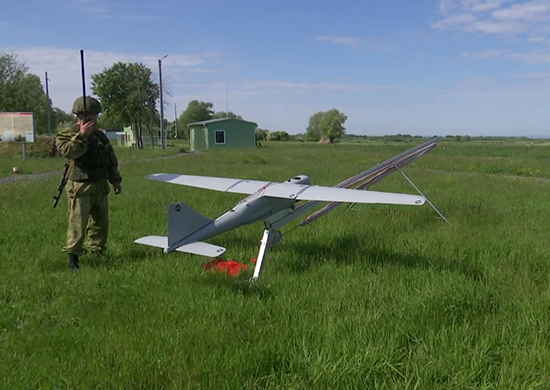
2021年6月4日撮影

## エンジン
エンジンには日本の斎藤製作所のFG-40型4サイクルエンジンが使用されている。斎藤製作所はラジコン飛行機用のエンジンとしては世界トップクラスの技術力を誇るメーカーで、世界中でもラジコンマニアには『SAITO』の名は知られている。ラジコン用エンジンの多くは、2サイクルが多く、燃料はメチルアルコールであるが、斎藤製作所のエンジンは4サイクルで、燃料はガソリンである。サイズは小さくとも、構造は基本的にゼロ戦など航空機のエンジンと変わらない。2サイクルエンジンの音は甲高くてうるさいのに対し、4サイクルエンジンであるため静かで、実機の排気音に近く、マニアの間では人気があった。同社製エンジンの高い静音性と低燃費が高く評価され採用されたと考えられている。ただし、すべての個体に同社のエンジンが使われているわけではない。
映像を確認した同社は自社の製品に間違いないと認めており、エンジンには多くの改造が加えられているとも証言している。また、エンジンの振動を吸収し、カメラ撮影に支障を来さないようにするためと思われるバネが増設されている他、エンジンを冷却する風を通すための工夫が施されている。

## カメラ
当機にはキヤノン製デジタル一眼レフカメラがまるごと搭載されており、取り付けはテープで留められているだけである。

## 性能諸元
出典
- 重量：14kg
- 最大搭載量：5kg
- 最大高度：5,000m
- 巡航速度：90 - 150km/h
- 滞空時間：16時間
- ペイロード：写真撮影用カメラ+赤外線ビデオカメラ
- 運用環境：-30℃ - +40℃

## ギャラリー

2018年に行われた合同軍事演習「лавянское братство 2018 (SlavicBrotherhood 2018)」での[[第7親衛空挺師団 (ロシア空挺軍) |第7親衛空挺師団]]によるオルラン10の運用
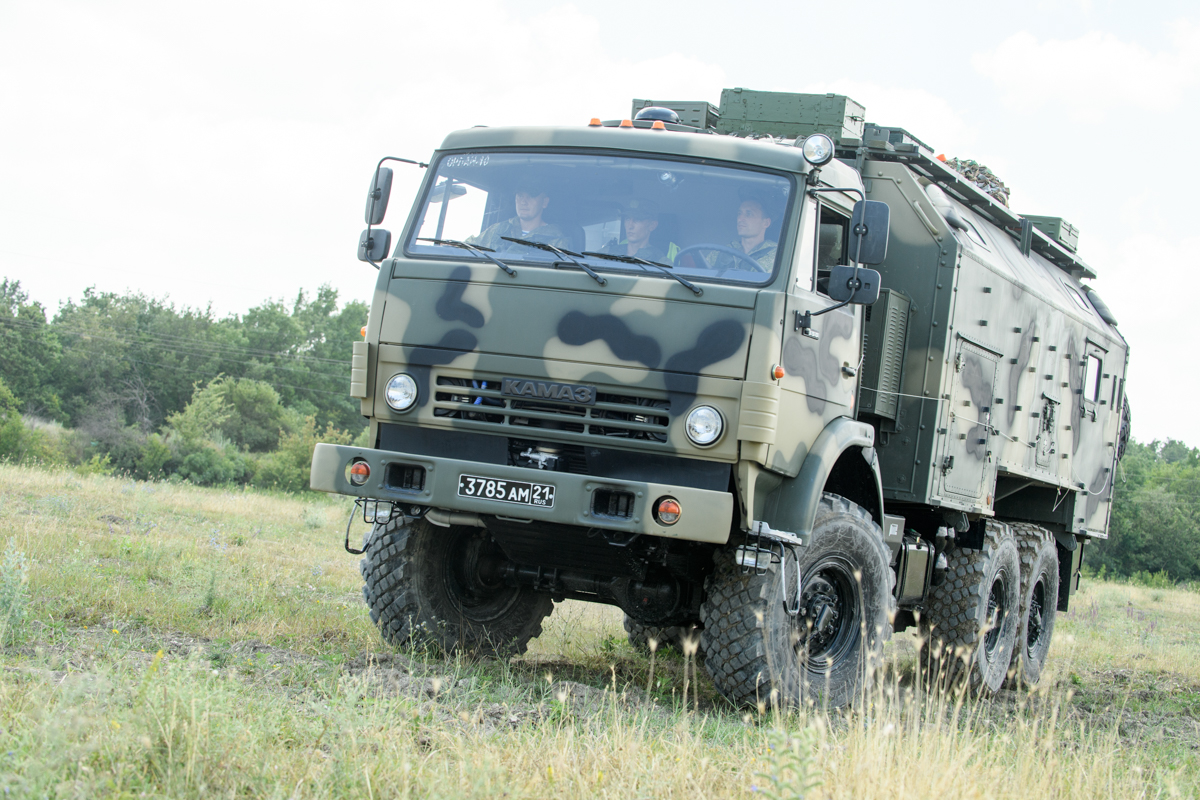
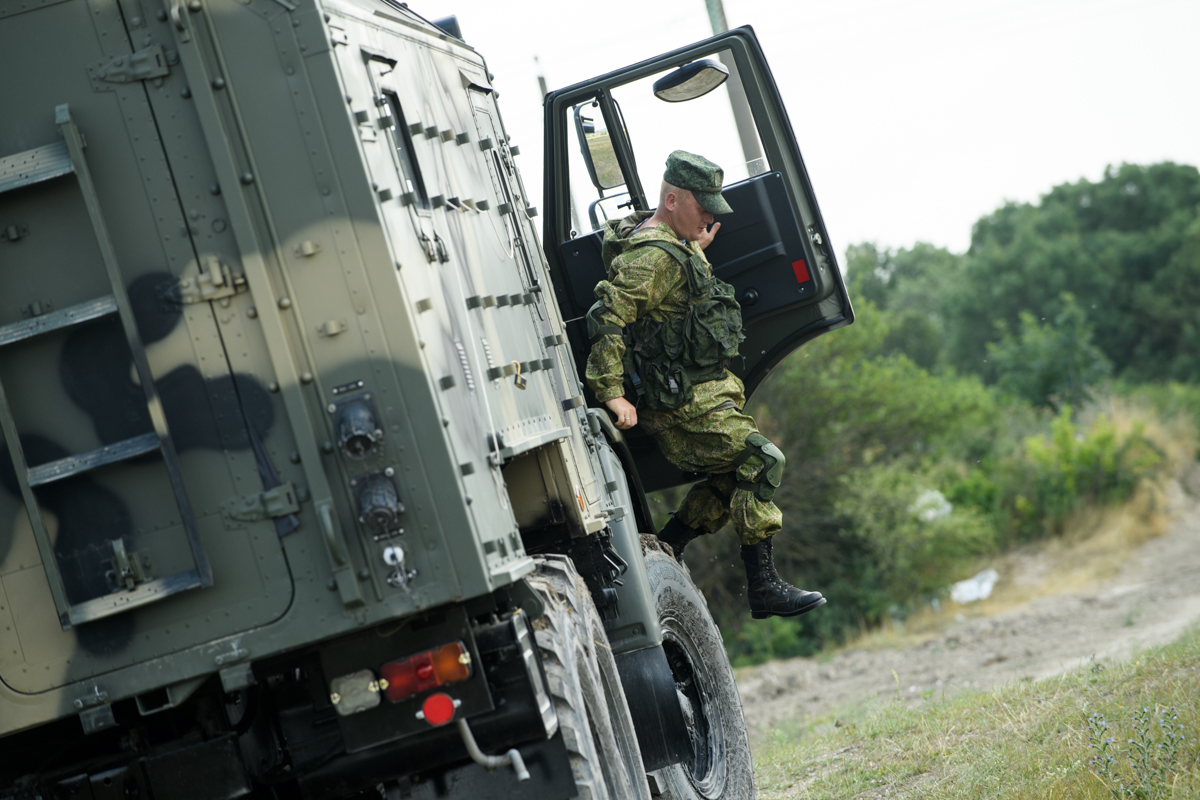
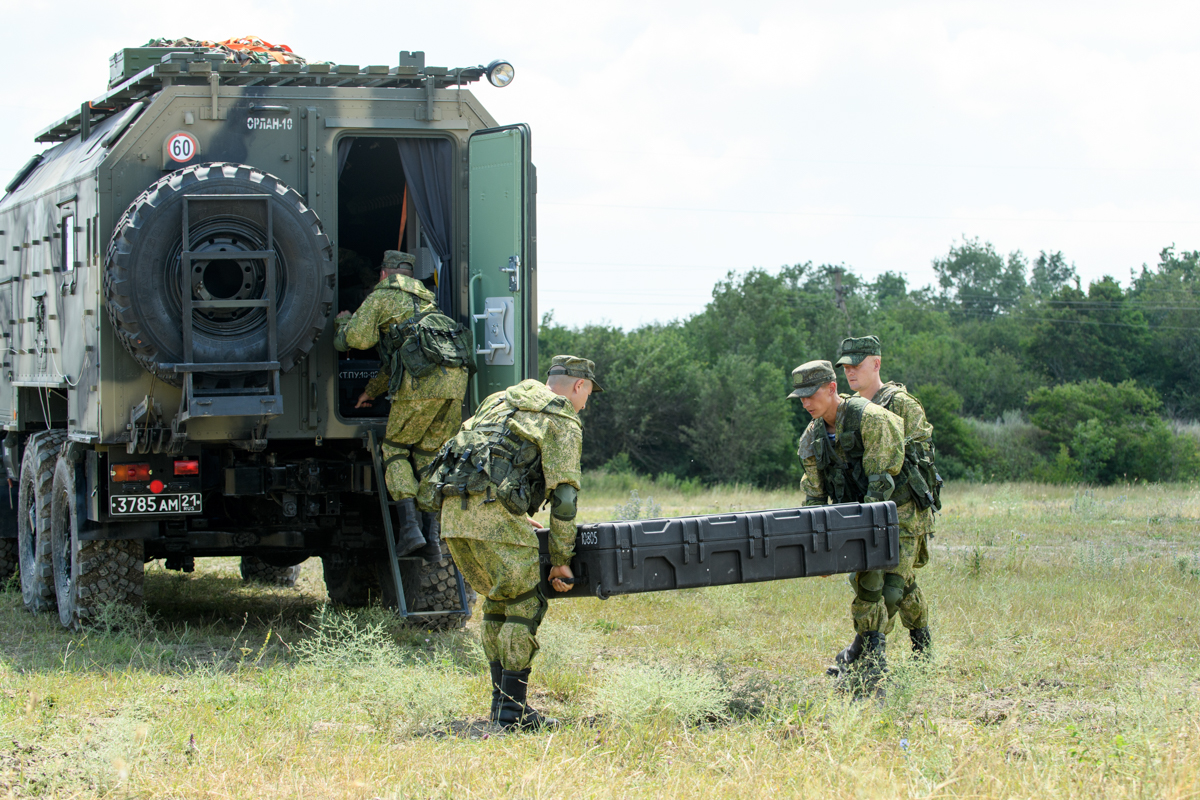
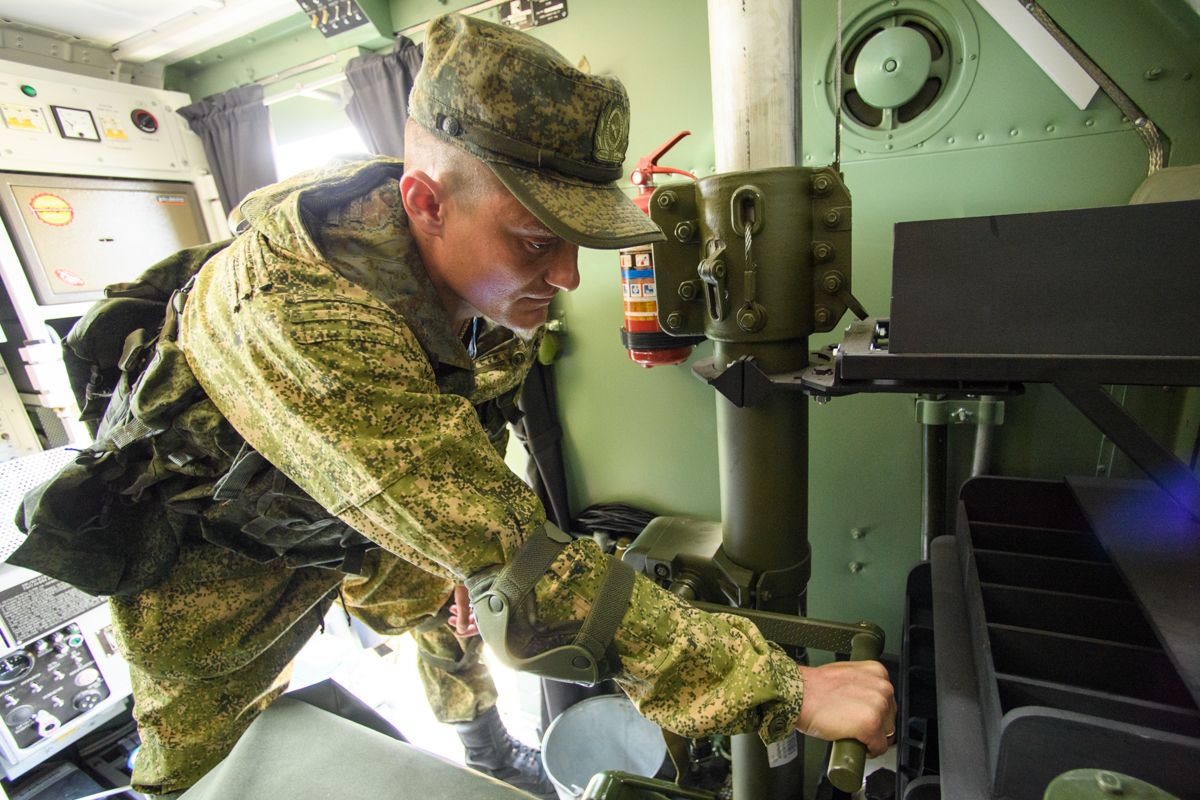
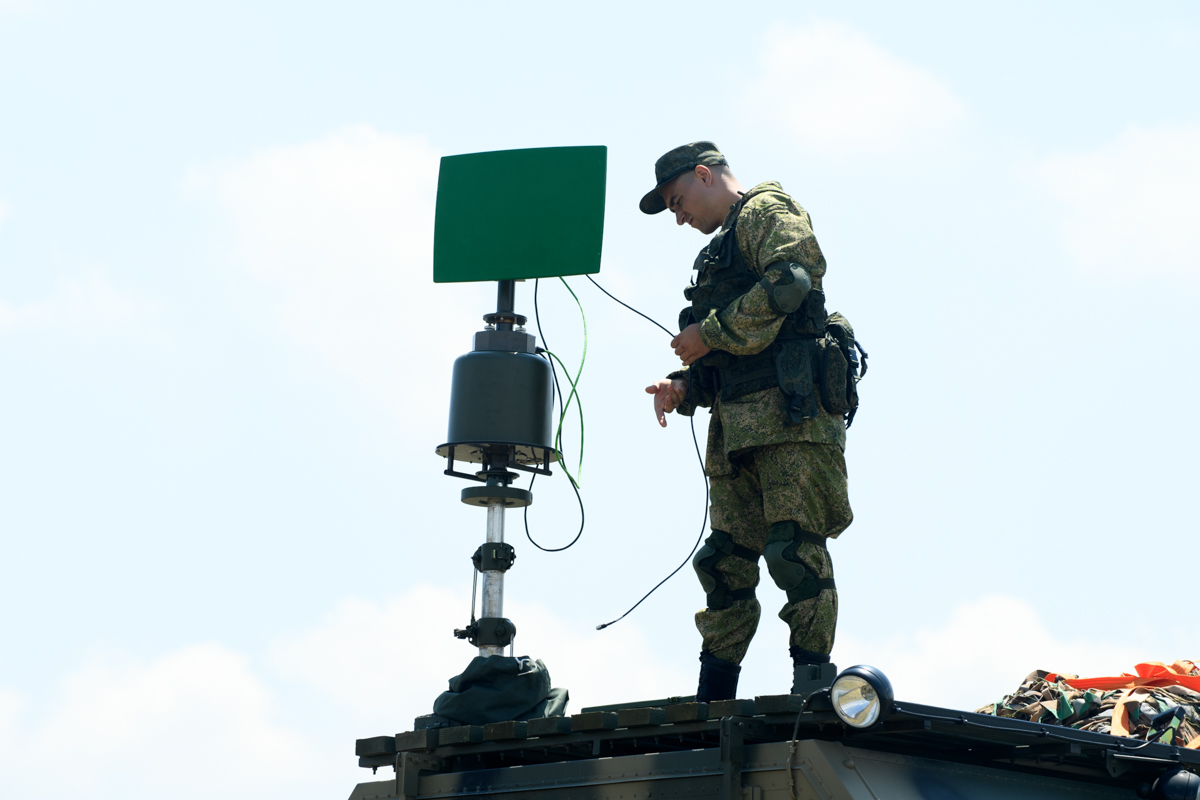
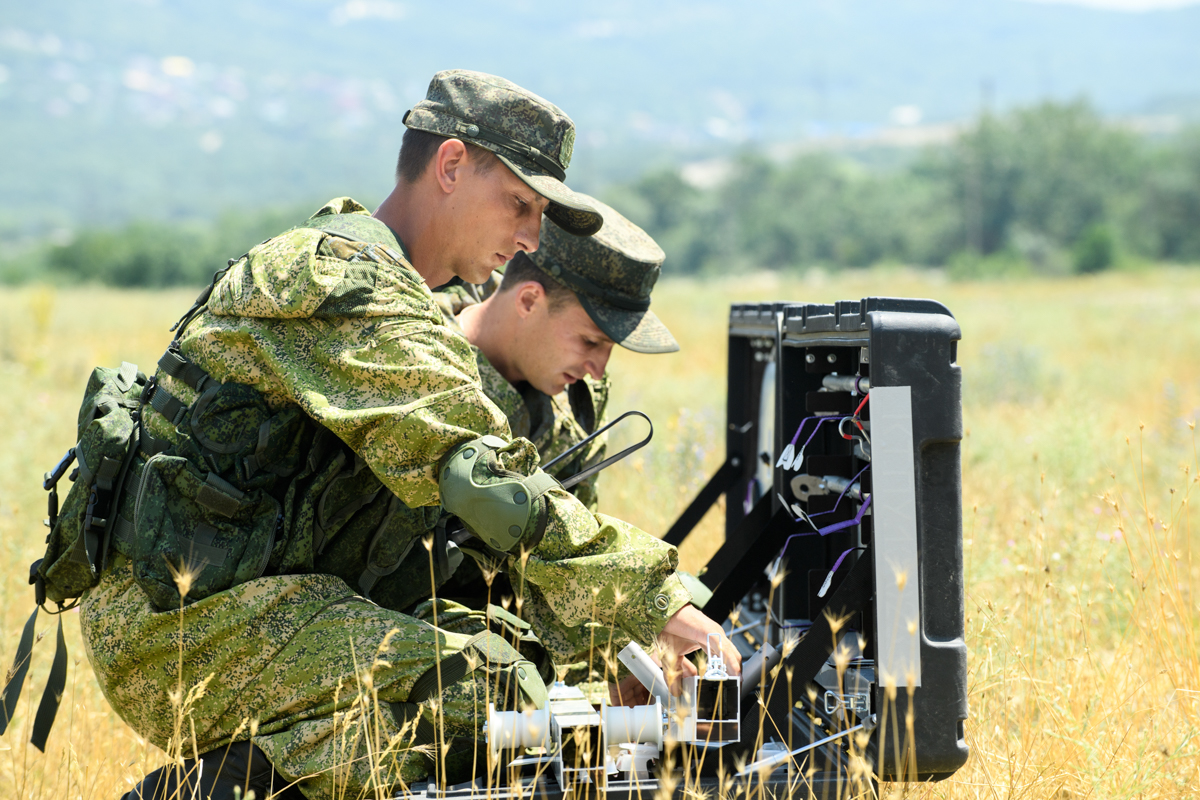
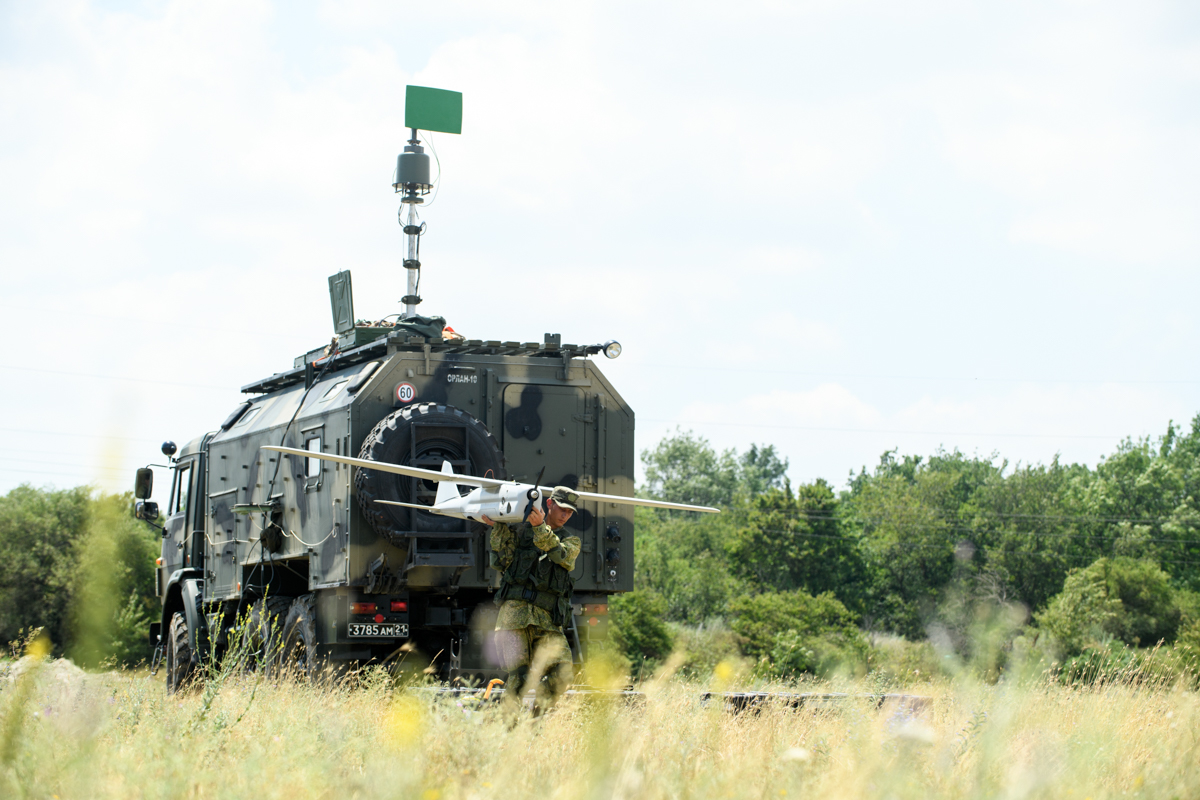
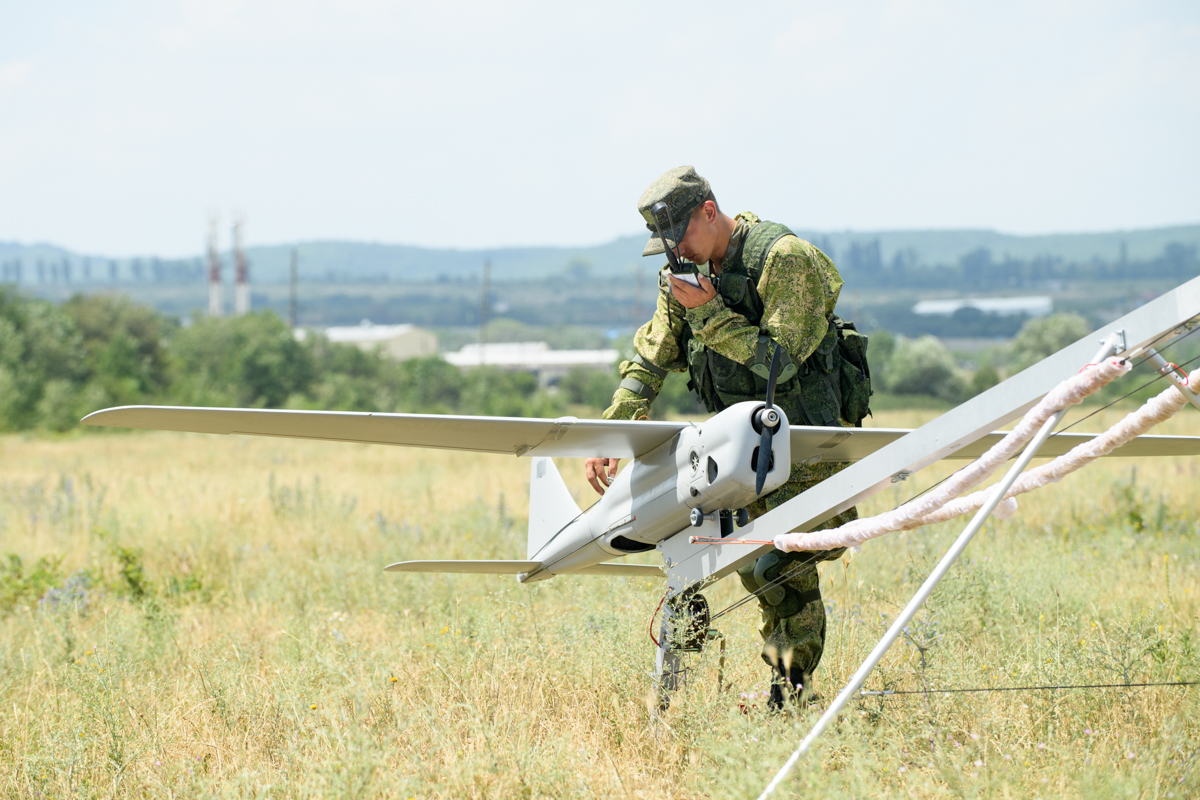
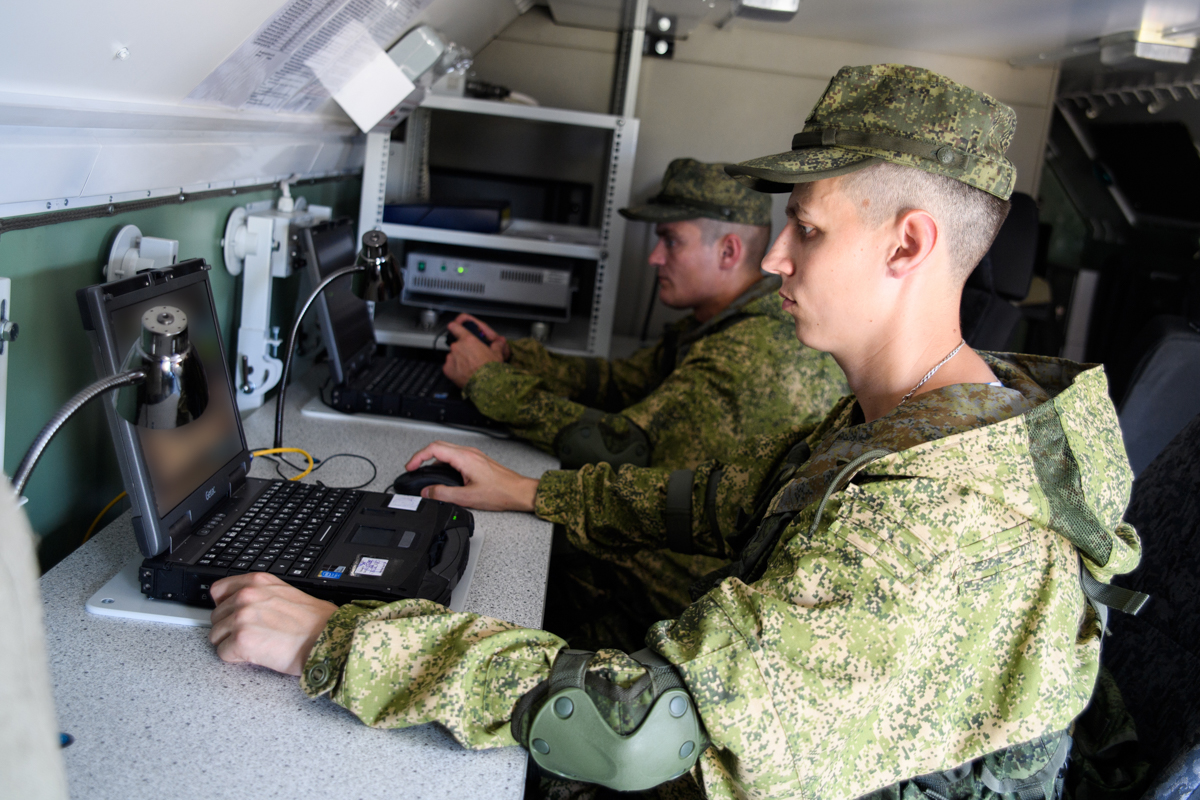
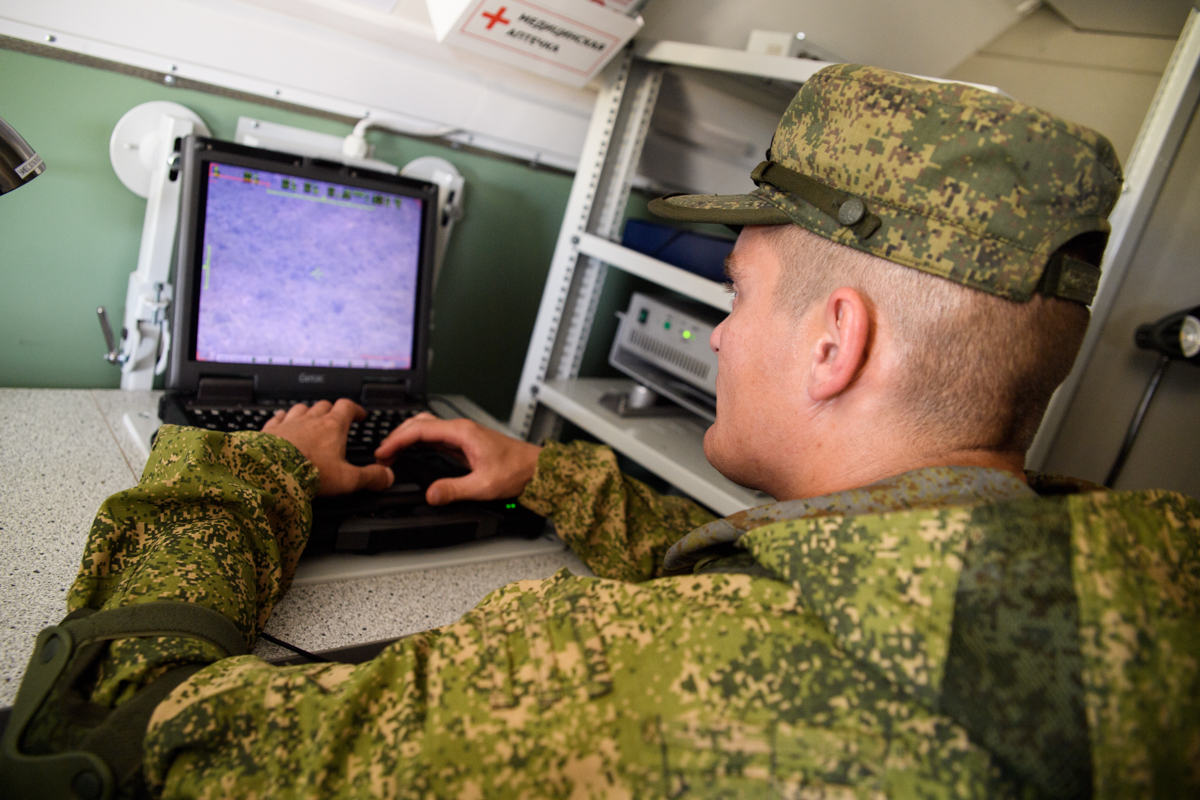
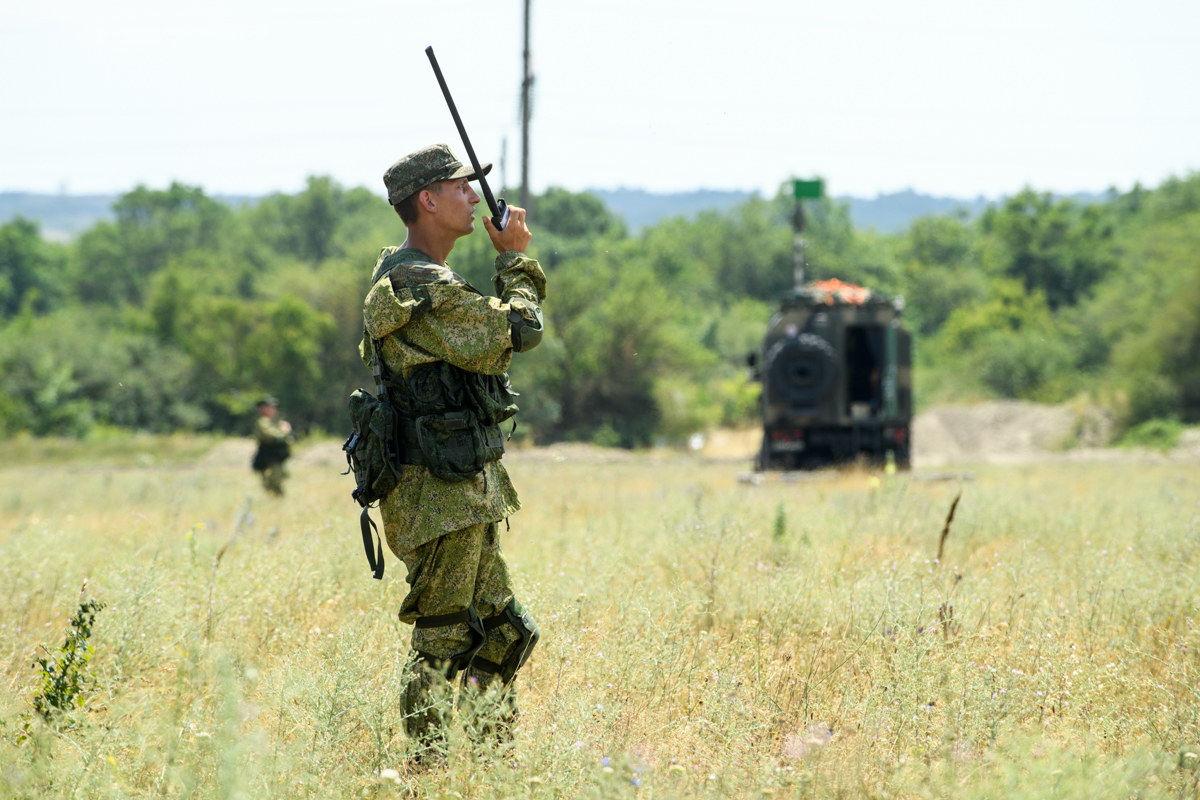
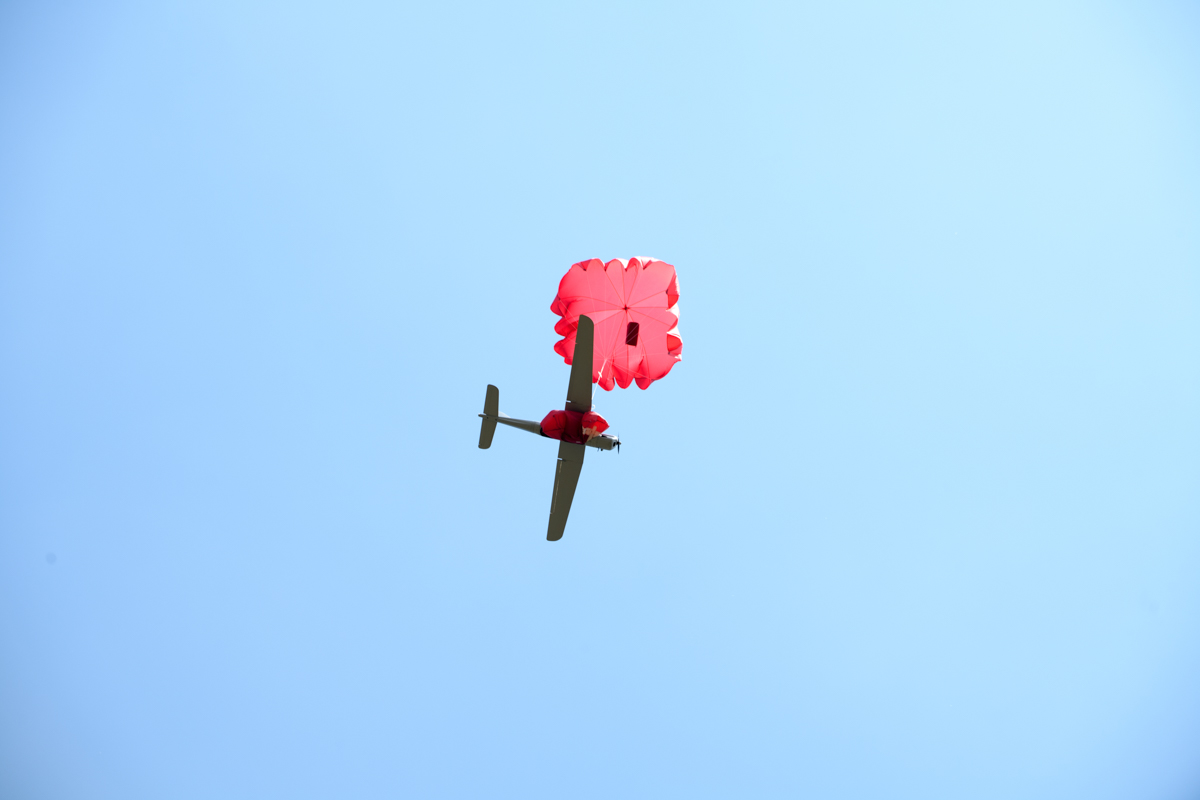

- 2018年に行われた合同軍事演習「лавянское братство 2018 (SlavicBrotherhood 2018)」での第7親衛空挺師団によるオルラン10の運用